# André Muff
André Muff (* 28. Januar 1981 in Emmen) ist ein ehemaliger Schweizer Fussballspieler und Fussballtrainer.

## Karriere
Muff startete seine Karriere mit dem SC Emmen. Im Sommer 1997 verliess er Emmen und wechselte in die B-Jugend des Grasshopper Clubs Zürich. In Zürich wurde er im Sommer 1999 in die erste Mannschaft des Grasshopper Clubs Zürich befördert und wurde in seiner ersten Saison in sieben Spielen eingesetzt. Es folgte ein Jahr später der Wechsel von den Grasshoppers zum FC Basel. Bei Basel kam er nicht über die Reservisten-Rolle hinaus und spielte in 16 Spielen, bevor er auf Leihbasis im Frühjahr 2001 zum FC Lugano ging. Nach seiner Rückkehr spielte er eine weitere Saison mit den Baslern, bevor er im Sommer 2002 auf Leihbasis zum FC Luzern ging. Muff spielte 20 Spiele für Luzern und erzielte sieben Tore, bevor er im Mai 2003 zum FC Basel zurückkehrte. Im Juli 2003 verliess er den FC Basel endgültig und wechselte zum FC Zürich, dort blieb er jedoch nur eine Saison. Im Sommer 2004 kehrte er zum Grasshoppers Club Zürich zurück und spielte zwei Spielzeiten für die Zürcher. Im Sommer 2006 kehrte er nach Basel zurück, um für den Stadtrivalen FC Concordia Basel zu unterschreiben. Er beendete im Juni 2009 bei Concordia Basel in der Challenge League seine Profikarriere und wechselte zurück zu seinem Jugendverein SC Emmen. Im Sommer 2011 beendete er seine Spielerkarriere.
Muff galt Ende der 90er-Jahre als grösstes Schweizer Stürmer-Talent, wurde aber anschliessend immer wieder von Verletzungen zurückgeworfen. Seine beste Phase hatte Muff am Anfang seiner Karriere bei den Grasshoppers, beim FC Luzern und zu Beginn der Ära Lucien Favre beim FC Zürich. Muff schoss in 117 Super-League-Partien 49 Treffer.

## International
Muff spielte zwei A-Länderspiele für die Schweizer Fussballnationalmannschaft.

## Trainerkarriere
Von Sommer 2011 bis Sommer 2017 war Muff Trainer der ersten Mannschaft des SC Emmen.